# Wimbledon női egyes döntői
A wimbledoni tenisztorna a négy Grand Slam-verseny egyike, a világ legrégebbi és legrangosabb tenisztornája. Az első versenyt nők számára 1884-ben rendezték meg.
| Év   | Bajnok                                | Ellenfél a döntőben                   | Döntő eredménye                       |
| 2025 | Iga Świątek                           | Amanda Anisimova                      | 6–0, 6–0                              |
| 2024 | Barbora Krejčíková                    | Jasmine Paolini                       | 6–2, 2–6, 6–4                         |
| 2023 | Markéta Vondroušová                   | Unsz Dzsábir                          | 6–4, 6–4                              |
| 2022 | Jelena Ribakina                       | Unsz Dzsábir                          | 3–6, 6–2, 6–2                         |
| 2021 | Ashleigh Barty                        | Karolína Plíšková                     | 6–3, 6–7(4), 6–3                      |
| 2020 | Elmaradt a koronavírus-járvány miatt  | Elmaradt a koronavírus-járvány miatt  | Elmaradt a koronavírus-járvány miatt  |
| 2019 | Simona Halep                          | Serena Williams                       | 6–2, 6–2                              |
| 2018 | Angelique Kerber                      | Serena Williams                       | 6–3, 6–3                              |
| 2017 | Garbiñe Muguruza                      | Venus Williams                        | 7–5, 6–0                              |
| 2016 | Serena Williams                       | Angelique Kerber                      | 7–5, 6–3                              |
| 2015 | Serena Williams                       | Garbiñe Muguruza                      | 6–4, 6–4                              |
| 2014 | Petra Kvitová                         | Eugenie Bouchard                      | 6–3, 6–0                              |
| 2013 | Marion Bartoli                        | Sabine Lisicki                        | 6–1, 6–4                              |
| 2012 | Serena Williams                       | Agnieszka Radwańska                   | 6–1, 5–7, 6–2                         |
| 2011 | Petra Kvitová                         | Marija Sarapova                       | 6–3, 6–4                              |
| 2010 | Serena Williams                       | Vera Zvonarjova                       | 6–3, 6–2                              |
| 2009 | Serena Williams                       | Venus Williams                        | 7–6(3), 6–2                           |
| 2008 | Venus Williams                        | Serena Williams                       | 7–5, 6–4                              |
| 2007 | Venus Williams                        | Marion Bartoli                        | 6–4, 6–1                              |
| 2006 | Amélie Mauresmo                       | Justine Henin                         | 2–6, 6–3, 6–4                         |
| 2005 | Venus Williams                        | Lindsay Davenport                     | 4–6, 7–6(4), 9–7                      |
| 2004 | Marija Sarapova                       | Serena Williams                       | 6–1, 6–4                              |
| 2003 | Serena Williams                       | Venus Williams                        | 4–6, 6–4, 6–2                         |
| 2002 | Serena Williams                       | Venus Williams                        | 7–6(4), 6–3                           |
| 2001 | Venus Williams                        | Justine Henin                         | 6–1, 3–6, 6–0                         |
| 2000 | Venus Williams                        | Lindsay Davenport                     | 6–3, 7–6(3)                           |
| 1999 | Lindsay Davenport                     | Steffi Graf                           | 6–4, 7–5                              |
| 1998 | Jana Novotná                          | Nathalie Tauziat                      | 6–4, 7–6(2)                           |
| 1997 | Martina Hingis                        | Jana Novotná                          | 2–6, 6–3, 6–3                         |
| 1996 | Steffi Graf                           | Arantxa Sánchez Vicario               | 6–3, 7–5                              |
| 1995 | Steffi Graf                           | Arantxa Sánchez Vicario               | 4–6, 6–1, 7–5                         |
| 1994 | Conchita Martínez                     | Martina Navrátilová                   | 6–4, 3–6, 6–3                         |
| 1993 | Steffi Graf                           | Jana Novotná                          | 7–6, 1–6, 6–4                         |
| 1992 | Steffi Graf                           | Szeles Mónika                         | 6–2, 6–1                              |
| 1991 | Steffi Graf                           | Gabriela Sabatini                     | 6–4, 3–6, 8–6                         |
| 1990 | Martina Navratilova                   | Zina Garrison Jackson                 | 6–4, 6–1                              |
| 1989 | Steffi Graf                           | Martina Navratilova                   | 6–2, 6–7, 6–1                         |
| 1988 | Steffi Graf                           | Martina Navratilova                   | 5–7, 6–2, 6–1                         |
| 1987 | Martina Navratilova                   | Steffi Graf                           | 7–5, 6–3                              |
| 1986 | Martina Navratilova                   | Hana Mandlíková                       | 7–6, 6–3                              |
| 1985 | Martina Navratilova                   | Chris Evert                           | 4–6, 6–3, 6–2                         |
| 1984 | Martina Navratilova                   | Chris Evert                           | 7–6, 6–2                              |
| 1983 | Martina Navratilova                   | Andrea Jaeger                         | 6–0, 6–3                              |
| 1982 | Martina Navratilova                   | Chris Evert                           | 6–1, 3–6, 6–2                         |
| 1981 | Chris Evert                           | Hana Mandlíková                       | 6–2, 6–2                              |
| 1980 | Evonne Goolagong Cawley               | Chris Evert                           | 6–1, 7–6                              |
| 1979 | Martina Navrátilová                   | Chris Evert                           | 6–4, 6–4                              |
| 1978 | Martina Navrátilová                   | Chris Evert                           | 2–6, 6–4, 7–5                         |
| 1977 | Virginia Wade                         | Betty Stöve                           | 4–6, 6–3, 6–1                         |
| 1976 | Chris Evert                           | Evonne Goolagong Cawley               | 6–3, 4–6, 8–6                         |
| 1975 | Billie Jean King                      | Evonne Goolagong Cawley               | 6–0, 6–1                              |
| 1974 | Chris Evert                           | Olga Morozova                         | 6–0, 6–4                              |
| 1973 | Billie Jean King                      | Chris Evert                           | 6–0, 7–5                              |
| 1972 | Billie Jean King                      | Evonne Goolagong Cawley               | 6–3, 6–3                              |
| 1971 | Evonne Goolagong Cawley               | Margaret Smith Court                  | 6–4, 6–1                              |
| 1970 | Margaret Smith Court                  | Billie Jean King                      | 14–12, 11–9                           |
| 1969 | Ann Haydon Jones                      | Billie Jean King                      | 3–6, 6–3, 6–2                         |
| 1968 | Billie Jean King                      | Judy Tegart Dalton                    | 9–7, 7–5                              |
| 1967 | Billie Jean King                      | Ann Haydon Jones                      | 6–3, 6–4                              |
| 1966 | Billie Jean King                      | Maria Bueno                           | 6–3, 3–6, 6–1                         |
| 1965 | Margaret Smith Court                  | Maria Bueno                           | 6–4, 7–5                              |
| 1964 | Maria Bueno                           | Margaret Smith Court                  | 6–4, 7–9, 6–3                         |
| 1963 | Margaret Smith Court                  | Billie Jean King                      | 6–3, 6–4                              |
| 1962 | Karen Hantze Susman                   | Věra Pužejová Suková                  | 6–4, 6–4                              |
| 1961 | Angela Mortimer Barrett               | Christine Truman Janes                | 4–6, 6–4, 7–5                         |
| 1960 | Maria Bueno                           | Sandra Reynolds Price                 | 8–6, 6–0                              |
| 1959 | Maria Bueno                           | Darlene Hard                          | 6–4 6–3                               |
| 1958 | Althea Gibson                         | Angela Mortimer Barrett               | 8–6, 6–2                              |
| 1957 | Althea Gibson                         | Darlene Hard                          | 6–3, 6–2                              |
| 1956 | Shirley Fry Irvin                     | Angela Buxton                         | 6–3, 6–1                              |
| 1955 | Louise Brough Clapp                   | Beverly Baker Fleitz                  | 7–5, 8–6                              |
| 1954 | Maureen Connolly Brinker              | Louise Brough Clapp                   | 6–2, 7–5                              |
| 1953 | Maureen Connolly Brinker              | Doris Hart                            | 8–6, 7–5                              |
| 1952 | Maureen Connolly Brinker              | Louise Brough Clapp                   | 6–4, 6–3                              |
| 1951 | Doris Hart                            | Shirley Fry Irvin                     | 6–1, 6–0                              |
| 1950 | Louise Brough Clapp                   | Margaret Osborne duPont               | 6–1, 3–6, 6–1                         |
| 1949 | Louise Brough Clapp                   | Margaret Osborne duPont               | 10–8, 1–6, 10–8                       |
| 1948 | Louise Brough Clapp                   | Doris Hart                            | 6–3, 8–6                              |
| 1947 | Margaret Osborne duPont               | Doris Hart                            | 6–2, 6–4                              |
| 1946 | Pauline Betz Addie                    | Louise Brough Clapp                   | 6–2, 6–4                              |
| 1945 | Elmaradt a második világháború miatt. | Elmaradt a második világháború miatt. | Elmaradt a második világháború miatt. |
| 1944 | Elmaradt a második világháború miatt. | Elmaradt a második világháború miatt. | Elmaradt a második világháború miatt. |
| 1943 | Elmaradt a második világháború miatt. | Elmaradt a második világháború miatt. | Elmaradt a második világháború miatt. |
| 1942 | Elmaradt a második világháború miatt. | Elmaradt a második világháború miatt. | Elmaradt a második világháború miatt. |
| 1941 | Elmaradt a második világháború miatt. | Elmaradt a második világháború miatt. | Elmaradt a második világháború miatt. |
| 1940 | Elmaradt a második világháború miatt. | Elmaradt a második világháború miatt. | Elmaradt a második világháború miatt. |
| 1939 | Alice Marble                          | Kay Stammers Bullitt                  | 6–2, 6–0                              |
| 1938 | Helen Wills Moody                     | Helen Hull Jacobs                     | 6–4, 6–0                              |
| 1937 | Dorothy Round Little                  | Jadwiga Jedrzejowska                  | 6–2, 2–6, 7–5                         |
| 1936 | Helen Hull Jacobs                     | Hilde Krahwinkel Sperling             | 6–2, 4–6, 7–5                         |
| 1935 | Helen Wills Moody                     | Helen Hull Jacobs                     | 6–3, 3–6, 7–5                         |
| 1934 | Dorothy Round Little                  | Helen Hull Jacobs                     | 6–2, 5–7, 6–3                         |
| 1933 | Helen Wills Moody                     | Dorothy Round Little                  | 6–4, 6–8, 6–3                         |
| 1932 | Helen Wills Moody                     | Helen Hull Jacobs                     | 6–3, 6–1                              |
| 1931 | Cilly Aussem                          | Hilde Krahwinkel Sperling             | 6–2, 7–5                              |
| 1930 | Helen Wills Moody                     | Elizabeth Ryan                        | 6–2, 6–2                              |
| 1929 | Helen Wills Moody                     | Helen Hull Jacobs                     | 6–1, 6–2                              |
| 1928 | Helen Wills Moody                     | Lili de Alvarez                       | 6–2, 6–3                              |
| 1927 | Helen Wills Moody                     | Lili de Alvarez                       | 6–2, 6–4                              |
| 1926 | Kitty McKane Godfree                  | Lili de Alvarez                       | 6–2, 4–6, 6–3                         |
| 1925 | Suzanne Lenglen                       | Joan Fry Lakeman                      | 6–2, 6–0                              |
| 1924 | Kitty McKane Godfree                  | Helen Wills Moody                     | 4–6, 6–4, 6–4                         |
| 1923 | Suzanne Lenglen                       | Kitty McKane Godfree                  | 6–2, 6–2                              |
| 1922 | Suzanne Lenglen                       | Molla Bjurstedt Mallory               | 6–2, 6–0                              |
| 1921 | Suzanne Lenglen                       | Elizabeth Ryan                        | 6–2, 6–0                              |
| 1920 | Suzanne Lenglen                       | Dorothea Lambert-Chambers             | 6–3, 6–0                              |
| 1919 | Suzanne Lenglen                       | Dorothea Lambert-Chambers             | 10–8, 4–6, 9–7                        |
| 1918 | Elmaradt az első világháború miatt.   | Elmaradt az első világháború miatt.   | Elmaradt az első világháború miatt.   |
| 1917 | Elmaradt az első világháború miatt.   | Elmaradt az első világháború miatt.   | Elmaradt az első világháború miatt.   |
| 1916 | Elmaradt az első világháború miatt.   | Elmaradt az első világháború miatt.   | Elmaradt az első világháború miatt.   |
| 1915 | Elmaradt az első világháború miatt.   | Elmaradt az első világháború miatt.   | Elmaradt az első világháború miatt.   |
| 1914 | Dorothea Lambert-Chambers             | Ethel Larcombe                        | 7–5, 6–4                              |
| 1913 | Dorothea Lambert-Chambers             | Winifred McNair                       | 6–0, 6–4                              |
| 1912 | Ethel Larcombe                        | Charlotte Cooper Sterry               | 6–3, 6–1                              |
| 1911 | Dorothea Lambert-Chambers             | Dora Boothby                          | 6–0, 6–0                              |
| 1910 | Dorothea Lambert-Chambers             | Dora Boothby                          | 6–2, 6–2                              |
| 1909 | Dora Boothby                          | Agnes Morton                          | 6–4, 4–6, 8–6                         |
| 1908 | Charlotte Cooper Sterry               | Agnes Morton                          | 6–4, 6–4                              |
| 1907 | May Sutton                            | Dorothea Lambert-Chambers             | 6–1, 6–4                              |
| 1906 | Dorothea Douglass                     | May Sutton                            | 6–3, 9–7                              |
| 1905 | May Sutton                            | Dorothea Douglass                     | 6–3, 6–4                              |
| 1904 | Dorothea Douglass                     | Charlotte Cooper Sterry               | 6–0, 6–3                              |
| 1903 | Dorothea Douglass                     | Ethel Thomson                         | 4–6, 6–4, 6–2                         |
| 1902 | Muriel Robb                           | Charlotte Cooper Sterry               | 7–5, 6–1                              |
| 1901 | Charlotte Cooper Sterry               | Blanche Bingley Hillyard              | 6–2, 6–2                              |
| 1900 | Blanche Bingley Hillyard              | Charlotte Cooper                      | 4–6, 6–4, 6–4                         |
| 1899 | Blanche Bingley Hillyard              | Charlotte Cooper                      | 6–2, 6–3                              |
| 1898 | Charlotte Cooper                      | Louise Martin                         | 6–4, 6–4                              |
| 1897 | Blanche Bingley Hillyard              | Charlotte Cooper                      | 5–7, 7–5, 6–2                         |
| 1896 | Charlotte Cooper                      | Alice Simpson Pickering               | 6–2, 6–3                              |
| 1895 | Charlotte Cooper                      | Helen Jackson                         | 7–5, 8–6                              |
| 1894 | Blanche Bingley Hillyard              | Edith Austin                          | 6–1, 6–1                              |
| 1893 | Lottie Dod                            | Blanche Bingley Hillyard              | 6–8, 6–1, 6–4                         |
| 1892 | Lottie Dod                            | Blanche Bingley Hillyard              | 6–1, 6–1                              |
| 1891 | Lottie Dod                            | Blanche Bingley Hillyard              | 6–2, 6–1                              |
| 1890 | Lena Rice                             | May Jacks                             | 6–4, 6–1                              |
| 1889 | Blanche Bingley Hillyard              | Lena Rice                             | 4–6, 8–6, 6–4                         |
| 1888 | Lottie Dod                            | Blanche Bingley Hillyard              | 6–3, 6–3                              |
| 1887 | Lottie Dod                            | Blanche Bingley                       | 6–2, 6–0                              |
| 1886 | Blanche Bingley                       | Maud Watson                           | 6–3, 6–3                              |
| 1885 | Maud Watson                           | Blanche Bingley                       | 6–1, 7–5                              |
| 1884 | Maud Watson                           | Lillian Watson                        | 6–8, 6–3, 6–3                         |